# 布拉夫布姆 (肯塔基州)
布拉夫布姆（英語：Bluff Boom）是位於美國肯塔基州格林縣的一個非建制地區。

## 地理
布拉夫布姆所處的海拔為高於海平面177米（即581英呎），而該地所採用的時區為UTC-6，即北美中部時區（CST）。同時該地設有夏令時間，為UTC-6調快一小時，即UTC-5（CDT）。